# Contea di Yanggao
La contea di Yanggao (阳高县S, GāoliǔP) è una contea della Cina, situata nella provincia dello Shanxi e amministrata dalla prefettura di Datong.